# Marcus Wengler
Marcus Wengler (* 20. November 1985 in Potsdam) ist ein ehemaliger deutscher Teenagerdarsteller.
Wengler spielte von Sommer 1999 bis Mitte/Ende November 2003 die Hauptrolle des Sebastian Goder in der Kinder- und Jugendserie Schloss Einstein. Außerdem spielte er 2004 in dem Film Verliebt, na und wie! nach dem gleichnamigen Jugendbuch von Andreas Schlüter mit und komponierte mit David Sarkar den Titelsong I know that we know.
Danach trat er als Schauspieler nicht mehr weiter in Erscheinung.